# Rikke Dijkxhoorn
Rikke Dijkxhoorn (Delft, 5 januari 1986) is een Nederlands wielrenner die anno 2012 uitkomt voor Geofco-Ville d'Alger. Eerder reed hij zes seizoenen voor Van Vliet-EBH Elshof, de voorganger van Cyclingteam De Rijke.
Hij werd in 2002 Nederlands kampioen veldrijden bij de nieuwelingen, en een jaar later tweede bij de junioren. In 2006 stapte hij over naar de weg. Zijn belangrijkste resultaat is de eindoverwinning in de Rund um Düren, in 2011.

## Belangrijkste overwinningen
2002
- Nederlands kampioen veldrijden, Nieuwelingen

2006
- Romsée-Stavelot-Romsée

2011
- Rund um Düren

Abdenbi · Baz · Bettira · Burton · Cardoen · Claeys · Dijkxhoorn · J.Gilbert · Guemihi · Nichani · Nicholson · Pruun · Scheirlinckx · Serrai · Spragg · Stilite · Suur · Tanis (stagiair) · Tanner · Tombak · Vernaeckt · Abdel.Yahmi · Abden.Yahmi